# Zeballos Peak
Zeballos Peak är en bergstopp i Kanada.   Den ligger i provinsen British Columbia, i den sydvästra delen av landet, 3 800 km väster om huvudstaden Ottawa. Toppen på Zeballos Peak är 1 578 meter över havet, eller 951 meter över den omgivande terrängen. Bredden vid basen är 17,7 km.
Terrängen runt Zeballos Peak är bergig åt sydväst, men åt nordost är den kuperad.Trakten runt Zeballos Peak är nära nog obefolkad, med mindre än två invånare per kvadratkilometer.. Närmaste större samhälle är Woss, 17,7 km nordost om Zeballos Peak.
I omgivningarna runt Zeballos Peak växer i huvudsak barrskog.